# Supella gemma
Supella gemma är en kackerlacksart som beskrevs av Rehn, J. A. G. 1947. Supella gemma ingår i släktet Supella och familjen småkackerlackor.
Artens utbredningsområde är Ghana. Inga underarter finns listade i Catalogue of Life.